# Mönchemühle Blankenburg

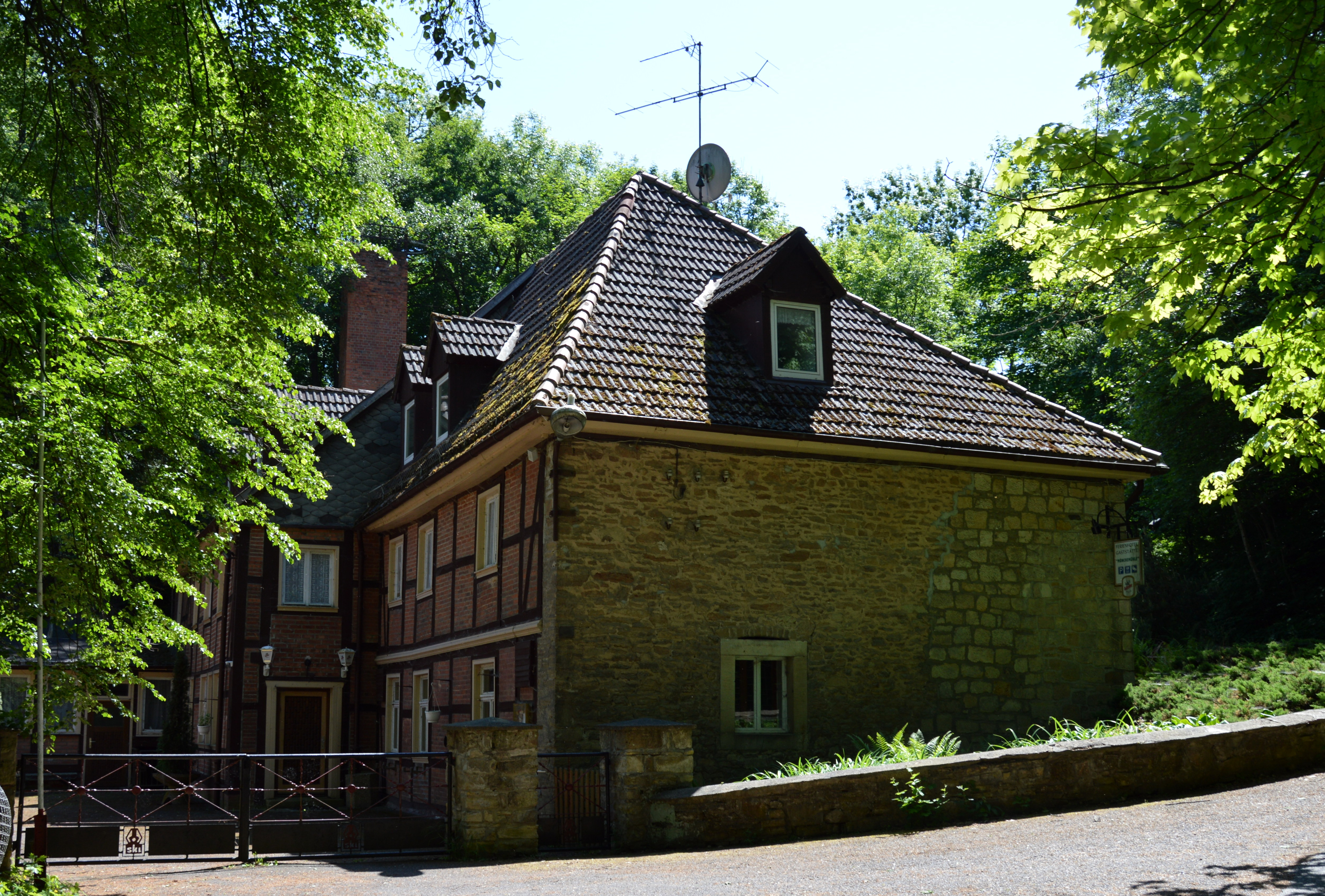
Mönchemühle, 2018

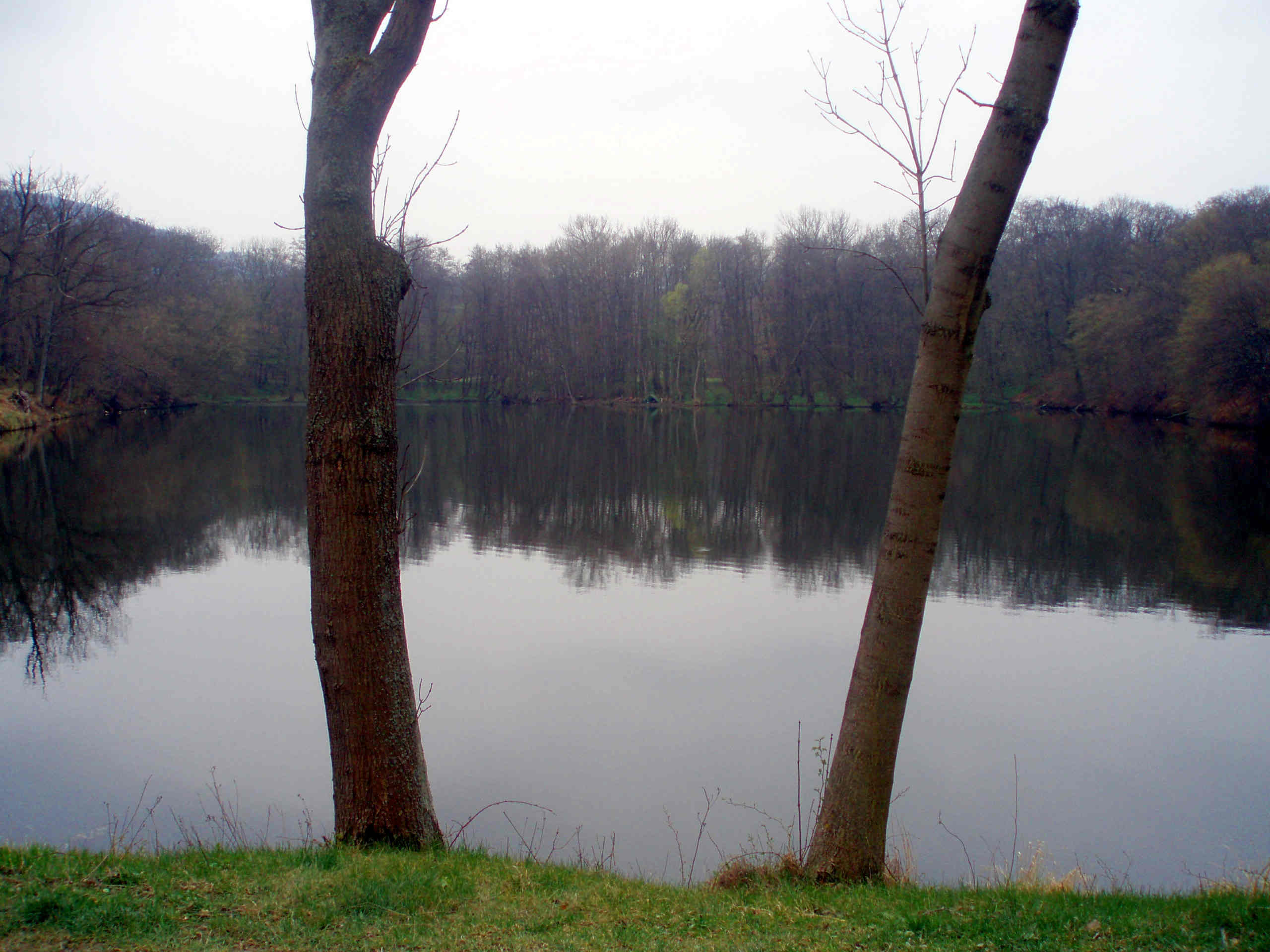
Am Mönchemühlenteich

Die Mönchemühle Blankenburg ist die ehemalige Wassermühle des Zisterzienserklosters Michaelstein bei Blankenburg (Harz) am Nordrand des Harzes in Sachsen-Anhalt.

## Geschichte
Eine vom Kloster genutzte Ölmühle wird im 15. Jahrhundert erstmals urkundlich erwähnt. Auf deren Grundmauern entstand im 19. Jahrhundert das jetzige Mühlengebäude.
Betrieben wurde die Mühle vom Wasser des Goldbaches, der südlich des Mühlengebäudes angestaut wurde. Der Mönchemühlenteich wird heute als Naherholungsgebiet genutzt. Bei einem Unwetter am 7. Juni 1905 brach der circa 40 Meter starke Damm des Teiches und das angestaute Wasser ergoss sich mit einer großen Flutwelle in das Birkental. Dabei kam es zu Schäden am Gebäude der Mönchemühle.
Zu DDR-Zeiten wurde die Mönchemühle als Betriebskinderferienlager des VEB Schwermaschinenbau „Karl Liebknecht“ (SKL), dann noch bis 2014 als Ferienhotel touristisch genutzt. Seither ist die Mönchemühle geschlossen. Heute wird oberhalb der Mönchemühle eine Wald- und Ausflugsgaststätte am Mönchemühlenteich für Touristen und als Naherholungsgebiet Blankenburg betrieben.